# Ursus arctos isabellinus
El oso pardo del Himalaya (Ursus arctos isabellinus) es una subespecie de oso pardo propia de las laderas del Himalaya y Karakorum.
De acuerdo con Schwarz, de los trabajos contrastantes de Ogonev and Pocock, el oso pardo del Himalaya es considerado una especie propia (Ursus isabellinus). Sin embargo Sowerby tiene otro punto de vista y establece que "es posible que esta especie esté más cercana a los extintos osos de las cavernas que a los osos pardos, y debería colocarse en el género Spelaeus.
El oso pardo del Himalaya es frecuentemente asociado con el oso azul del Tíbet (Ursus arctos pruinosus). Son también reconocidos como la fuente de la leyenda del Yeti.

## Características
Es de un tono amarillento o rojo pardo. Se localizan en los pies del Himalaya y del norte de Pakistán y aun llegan al parque nacional Dachigam y al Kashmir. La población de estos osos se desconoce debido a que es muy difícil verlos, pero está estimada en 20 a 28 en el parque nacional Deosai. Su trato comercial internacional está prohibido por el Acta de Protección de la vida salvaje de la India. 
El oso pardo del Himalaya exhibe dimorfismo sexual. Los machos llegan de 150 cm a 220 cm de longitud, las hembras de 140 cm a 180 cm. Este oso es el animal más largo del parque nacional Deosai.
Los osos entran en hibernación cerca de octubre hasta abril o mayo. La hibernación la pasa usualmente en una madriguera o cueva hecha por el oso.
Son omnívoros, por lo que comen pasto, raíces, demás plantas, insectos, y pequeños mamíferos. También pueden cazar animales más grandes como ovejas y cabras. Los adultos suelen cazar después del atardecer y más tarde aún.

## Relación con la leyenda del yeti
El Dzu-Teh, nombre en nepalí de este oso, ha sido parte de la leyenda del yeti, con el que se ha confundido en ocasiones. Durante la expedición del diario Daily Mail al Himalaya de 1954, Tom Stobbart se encontró con un Dzu-Teh, y su hallazgo publicado en el Daily Mail el 7 de mayo de 1954. Este encuentro fue relatado de nuevo por Ralf Izzard, el corresponsal del periódico, en su libro La Aventura del Abominable Hombre de las Nieves. Un análisis del ADN extraído de un animal momificado que pretendía representar a un yeti demostró en 2017 que era realmente un oso pardo del Himalaya.